# سرافیم بارزاکوف
سرافیم بارزاکوف (به بلغاری: Серафим Бързаков؛ زادهٔ ۲۲ ژوئیهٔ ۱۹۷۵) کشتی‌گیر پیشین اهل بلغارستان است که در دسته‌های ۶۳ و ۶۶ کیلوگرم کشتی آزاد رقابت می‌کرد. بارزاکوف مدال نقرهٔ المپیک ۲۰۰۰ سیدنی و نیز دو مدال طلا (۱۹۹۸، ۲۰۰۱) و دو مدال نقره (۲۰۰۳، ۲۰۰۵) مسابقات قهرمانی کشتی جهان را کسب کرده است. در سطح اروپا نیز بارزاکوف برندهٔ چهار مدال طلا، دو نقره و چهار برنز از مسابقات قهرمانی کشتی اروپا است.